# Bert Möller

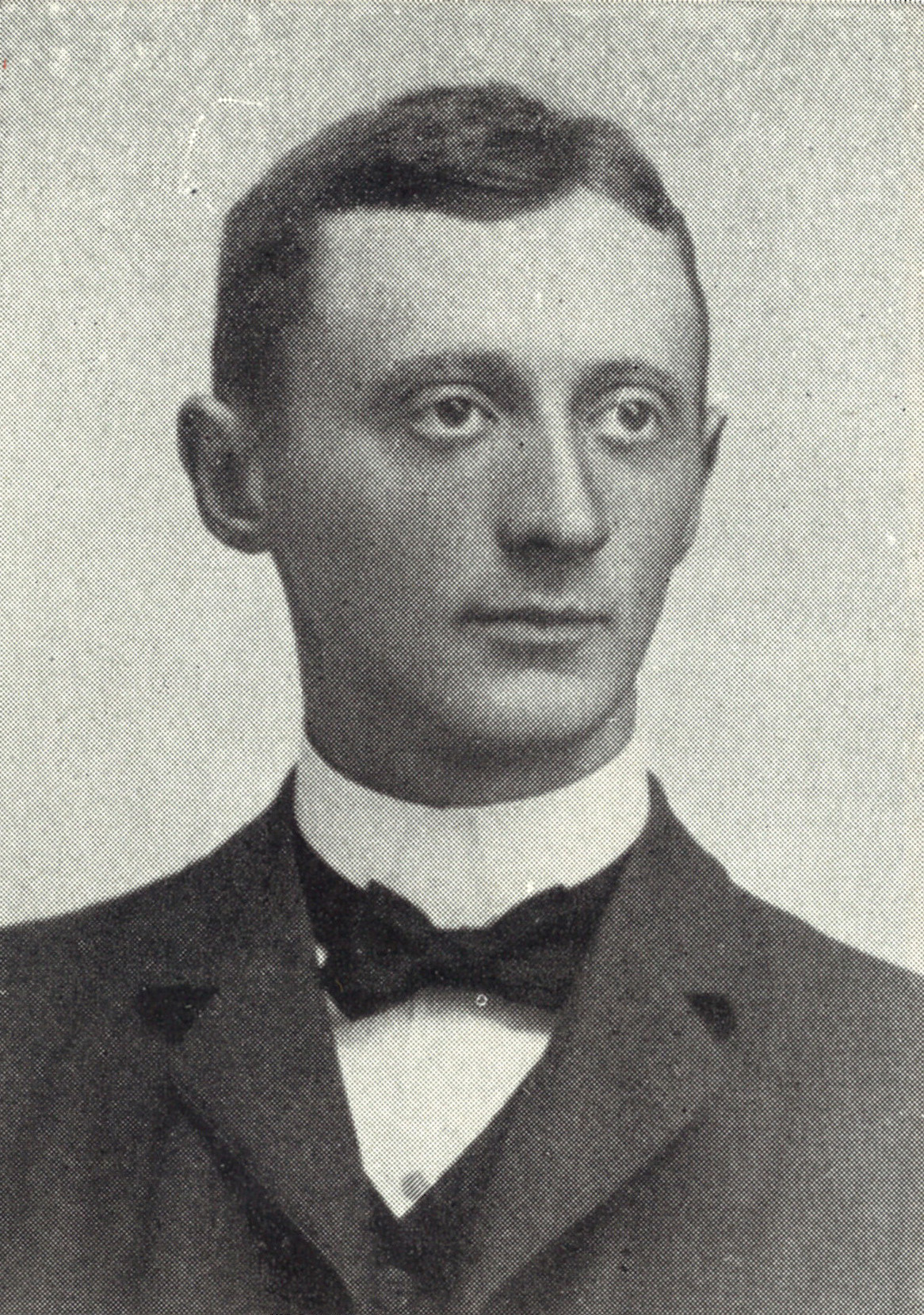
Bert Möller.

Bert Nils Martin Möller, född den 21 februari 1884 i Varberg, död den 12 november 1947 i Lunds domkyrkoförsamling, var en svensk biblioteksman.
Möller, som blev filosofie licentiat vid Lunds universitet 1909, blev andre bibliotekarie vid Lunds universitet 1917 och förste bibliotekarie 1919. Han var kollega med Anders Österling. Bland Möllers skrifter märks Lundensisk studentsång  (1931), Svensk bokhistoria (1931), En gammal bokhandel (1933). Dessutom utgav han Esaias Tegnérs Filosofiska och estetiska skrifter (1913, tillsammans med A. Nilson), Pehr Osbecks Beskrifning öfver Laholms prosteri (1922), Johan Roséns Varbergs historia (1923), Sven Nilssons Sverige och dess inbyggare före den historiska tiden (1923) samt Anders Gustaf Barchæus' Underrättelse angående landthushållningen i Halland (1924).